# TOKYO GAS Curious HAMAJI
TOKYO GAS Curious HAMAJI（とうきょうがす きゅりおすはまじ）はbayfmで放送されていたトーク番組。東京ガスの一社提供。

## 概要
- 2010年4月3日放送開始、2024年3月30日で最終回を迎えた。タイトルの「HAMAJI」はDJである浜島直子の愛称。
- radikoやウェブサイトでは11時開始となっているが、実際はインターバル・シグナル（コールサインや周波数案内）の放送後の11時1分の開始である。

## スペシャル番組
年1回（2月もしくは3月の祝日）、リスナーを招いた公開生放送または公開収録が行われていた。内容は、1時間ごとに1組ずつゲストを招いてのトークが中心であった。2月に開催される場合は「VALENTINE SPECIAL」、3月に開催される場合は「SPRING SPECIAL」とタイトルがついた。
- 2017年までは、スタジオイクスピアリで公開生放送された。
- 2018年は3月21日に海浜幕張の本社スタジオでの公開収録となり、その模様は3月24日から4月14日までの4週に渡って放送された。事前に応募して当選した40組80人のリスナーが観覧した。[1]
- 2019年も3月21日に公開収録が行われ、3月30日、4月6日、4月13日の3週にかけて放送された。
- 2020年は2月24日に実施予定だったが、新型コロナウイルス感染症の影響で中止になった。
- 2021年2月27日の放送は、昨年からの新型コロナウイルス感染症の影響で観客を招くことができず、本社スタジオでの生放送でYouTubeでも配信された。この日は普段より1時間早く番組が開始された。

## DJ
- 浜島直子

## コーナー
- オープニング

リスナーのキュリオスなことを読み上げる。
- CURIOUSゲスト（10分頃）

番組のメインコーナー。ゲストトークで芸能人や文化人などをゲストに招いて2週にわたってトークする。18分頃にTRAFFIC UPDATESを挟む（呼び掛けは情報アナウンサーの川田正美）。
- HAMAJIなフリートーク（40分頃）

浜島が様々な分野から1つ選んで、それについて話す（2週目がファッション「HAMAJI closet」→「はまじのおしゃれアンテナ」（2020年1月より）、最終週が料理「HAMAJI kitchen」。ただし、2021年2月最終週はSPECIAL番組のため休止された）。
- エンディング（45分頃）

番組宣伝の曲が使われている。この回のゲストトークの感想を言い、たまにプレゼント告知もしている。

## 出来事
- 東日本大震災により、2011年3月12日から5月28日まで放送休止していた。
- 2017年12月9日放送分で放送400回を迎えた。
- 2020年11月28日放送分で放送555回を迎えた。